# Fédération Internationale de Volleyball
Die Fédération Internationale de Volleyball (FIVB) ist der Dachverband aller nationalen Sportverbände für Volleyball und Beachvolleyball. Seit 1984 befindet sich der Hauptsitz in Lausanne; der Weltvolleyballverband ist ein Verein nach schweizerischem Recht.

## Geschichte
Im April 1947 trafen sich die Repräsentanten von 14 Nationalverbänden in einem Grand Hotel in Paris, nachdem mehrere europäische Vertreter die Gründung eines internationalen Verbandes angeregt hatten. Unter der Führung des französischen Delegierten Paul Libaud wurde die FIVB gegründet. Zum ersten Präsidenten wurde Libaud gewählt; er blieb 37 Jahre lang – bis 1984 – im Amt.
Bei der Gründung waren folgende Länder vertreten:
| - Tschechoslowakei - Ägypten - Frankreich - Belgien - Brasilien - Niederlande - Ungarn | - Italien - Polen - Portugal - Rumänien - Uruguay - Vereinigte Staaten - Jugoslawien |

### Meisterschaften
Die ersten Weltmeisterschaften der Männer wurden 1949 ausgetragen und 1952 die der Frauen. Durch die ersten internationalen Meisterschaften stieg auch das Interesse an der Sportart Volleyball. Die Zahl der Volleyballspieler stieg stetig; es entstanden neue Nationalverbände, die der FIVB beitraten.
Bei der Sitzung des IOC 1959 in München wurde beschlossen, Volleyball in das Programm der Olympischen Spiele aufzunehmen. Die ersten olympischen Goldmedaillen errangen bei den Männern die UdSSR und bei den Frauen Japan.
Im Jahr 1969 wurde der World Cup eingeführt, der von 1991 bis 2018 als Qualifikationsturnier für die Olympischen Spiele galt.
Anfang der 1990er Jahre wurden zwei weitere jährliche Wettbewerbe eingeführt: für die Männer die Weltliga und bei den Frauen der World Grand Prix. Diese wurden 2018 durch Volleyball Nations League abgelöst.
Die Disziplin Beachvolleyball wurde 1996 in das olympische Programm aufgenommen.

### Mitglieder
Von anfangs 14 Gründungsmitgliedern stieg die Zahl der Mitglieder des Verbands auf 45 (im Jahr 1955); 1968 waren es bereits 101. Bis heute haben sich 222 nationale Verbände der FIVB angeschlossen (Stand Juli 2020).

### Präsidenten
Nachdem der Mexikaner Rubén Acosta Hernandez das Amt des Präsidenten von Libaud 1984 übernommen hatte, zog der Verband nach Lausanne und intensivierte seine Bemühungen um die weltweite Verbreitung des Volleyballs. Im Juni 2008 trat Acosta vorzeitig von seinem Amt zurück. Neuer Präsident wurde der bisherige Vize Wei Jizhong aus China. 2012 wurde der Brasilianer Ary Graça Filho als Nachfolger gewählt.

## Aufgaben
Der Verband führt die Aufsicht über alle Wettbewerbe im Volleyball und Beachvolleyball, die international ausgetragen werden und richtet die weltweite Planung und Organisation von Volleyball-Ereignissen aus; hierbei arbeitet dieser oft mit anderen internationalen Verbänden wie dem IOC zusammen. Der Weltverband legt Qualifikationsprozeduren und Wettbewerbsbestimmungen für Turniere fest und entscheidet über Fragen wie Mannschaftsaufstellungen und Auswechselregeln.
Der Verband bestimmt internationale Volleyball-Regeln. Um den Sport attraktiver zu gestalten (auch für Medien und Sponsoren), wurden in den letzten Jahren einige Regeländerungen vorgenommen. Diese reichen von Bestimmungen bezüglich Kleidung bis zur grundsätzlichen Umstellung der Zählweise.
Der Verband ist die oberste internationale Autorität im Volleyballsport und kann unter anderem über Doping, Spielertransfers und Änderungen der Nationalität entscheiden. Der Verband veröffentlicht Weltranglisten, die als Basis für Setzlisten in internationalen Wettbewerben benutzt werden.
Der Verband organisiert folgende Wettbewerbe:
- Volleyball-Turnier bei Olympischen Spielen
- Weltmeisterschaften
- World Cup
- Volleyball Nations League (ersetzt Weltliga und World Grand Prix)
- Volleyball World Beach Pro Tour (interkontinentale Beachvolleyball-Tour, ersetzt die FIVB World Tour)

Der Verband ist auch an der Organisation weiterer Ereignisse mit internationaler Bedeutung beteiligt, z. B. Qualifikationen für Olympische Spiele und Weltmeisterschaften.
Durch die Anwerbung von Medienpartnern und Sponsoren bemüht sich die FIVB um eine weltweite Verbreitung des Volleyballs. Zu diesem Zweck unterhält sie auch spezielle Programme. Dazu zählen die Einrichtung von Entwicklungszentren in Gegenden, wo der Sport noch nicht populär ist und die Unterstützung für Organisation, die die Qualität internationaler Standards nicht erreichen.

## Organisation

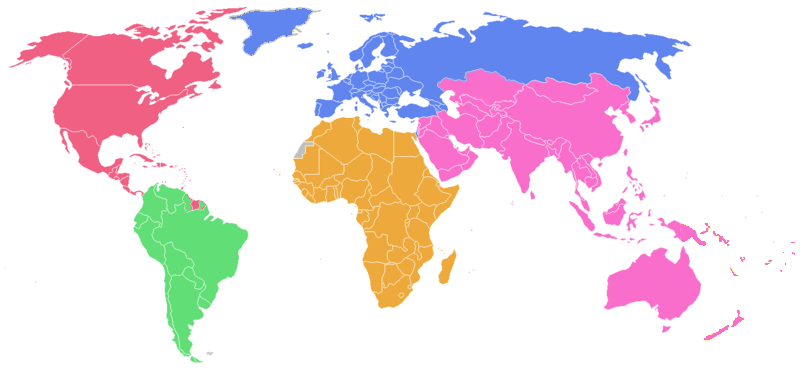
Die einzelnen Kontinentalverbände des FIVB

Der Verband besitzt eine umfassende administrative Struktur. Dazu gehören ein Board of Administration, ein Exekutivkomitee und einige Kommissionen und Räte, die sich mit speziellen Themen wie Medizin, Schiedsrichter, Turniere und Finanzen beschäftigen.
Der Verband hat den Vorsitz über fünf Kontinentalverbände.
| Kontinent                        | Verband                                                                 | Mitglieder |
| -------------------------------- | ----------------------------------------------------------------------- | ---------- |
| Afrika                           | Confédération Africaine de Volleyball (CAVB)                            | 54         |
| Asien und Ozeanien               | Asian Volleyball Confederation (AVC)                                    | 65         |
| Europa                           | Confédération Européenne de Volleyball (CEV)                            | 56         |
| Nord- und Mittelamerika, Karibik | North, Central America and Caribbean Volleyball Confederation (NORCECA) | 35         |
| Südamerika                       | Confederación Sudamericana de Voleibol (CSV)                            | 12         |

## Reglement
Die FIVB gibt die aktuellen Regeln (Official Volleyball Rules) rund um das Spiel weltweit vor. Sie werden vom FIVB World Congress geprüft und beschlossen. Das aktuelle Reglement (2021–2024) wird vom Verband in englischer, spanischer, französischer und arabischer Sprache online zur Verfügung gestellt.

## FIVB Heroes
„FIVB Heroes“ ist die Imagekampagne des Verbandes. Ziel der im Juni 2011 lancierten Kampagne ist es, mehr Aufmerksamkeit für die Leistungen der Sportler zu generieren und das öffentliche Interesse am Volleyball zu steigern. Im Mittelpunkt der Kampagne stehen 33 Volleyball- und 29 Beachvolleyballspieler aus 16 Ländern, die wegen ihrer sportlichen Erfolge und besonderen Verdienste durch die FIVB ins Team der „FIVB Heroes“ berufen wurden und sich weltweit als Botschafter für den Volleyball einsetzen.

## Kritik und Konkurrenz durch FIABVB
Der ehemalige Präsident Rubén Acosta Hernández musste sich mehrmals wegen mutmaßlicher Vorteilsannahme beim Abschließen von Sponsorenverträgen und wegen des Vorwurfs der Bilanzfälschung vor Gericht verantworten. Bislang wurde er jedoch stets freigesprochen.
2006 entstand die FIABVB. Der Konkurrenzverband wurde auf einer Versammlung am 25. und 26. November 2006 in Kopenhagen gegründet. Initiator der Gründungsversammlung, an der 30 Delegierte teilnahmen, war der Schweizer Jean-Pierre Seppey, ein ehemaliger Generalsekretär der FIVB. Von den 222 Mitgliedsverbänden der FIVB vollzog jedoch keiner den Wechsel zur FIABVB. Werner von Moltke, Präsident des Deutschen Volleyball-Verbands, begründete den Verbleib seines Verbands in der FIVB mit den Worten: „Heckenschießerei bringt nichts. Das muss demokratisch ausgefochten werden.“
Der FIABVB ging es laut eigener Aussage darum, gegen den umstrittenen FIVB-Präsidenten Acosta Hernández vorzugehen – mit dem Seppey allerdings bis 2005 als FIVB-Generalsekretär eng zusammengearbeitet hatte. Acosta wurde von seinen Kritikern, zu denen auch der Argentinier Mario Gojman gehörte, unter anderem vorgeworfen, Bilanzen der FIVB gefälscht und für Sponsorenverträge seines Verbandes selbst großzügige Prämien kassiert zu haben.